# Rimetea
Rimetea (maďarsky Torockó) je obec v župě Alba v Rumunsku. Žije zde přibližně 1 000 obyvatel. V roce 2011 se 85 % obyvatel hlásilo k maďarské národnosti. Obec se skládá ze dvou vesnic.

## Části obce
- Rimetea – 530 obyvatel
- Colțești – 485 obyvatel